# Гринсбург (Канзас)
Гринсбург (енгл. Greensburg) град је у америчкој савезној држави Канзас.

## Демографија
По попису из 2010. године број становника је 777, што је 797 (-50,6%) становника мање него 2000. године.
| Група             | 2000.         | 2010.       |
| Белци             | 1.519 (96,5%) | 724 (93,2%) |
| Афроамериканци    | 0 (0,0%)      | 3 (0,4%)    |
| Азијати           | 1 (0,1%)      | 3 (0,4%)    |
| Хиспаноамериканци | 25 (1,6%)     | 30 (3,9%)   |
| Укупно            | 1.574         | 777         |